# 天仓增七
鯨魚座44，又名BD-08 243，HD 8511、SAO 129275、HR 401，是鯨魚座的一颗恒星，视星等为6.21，位于銀經146.42，銀緯-69.38，其B1900.0坐标为赤經1h 19m 0.7s，赤緯-8° -69.38′ 39″。